# Jelešňa
Jelešňa je potok na horní Oravě, na území okresu Tvrdošín. Původně se jednalo o levostranný přítok Černé Oravy, ale dnes ústí do přehradního jezera Oravské přehrady. Je dlouhý 24 km a je tokem V. řádu.

## Pramen
Pramení v Skorušinských vrších, v podcelku Oravická Magura, v masivu Magury (1 231,7 m n. m.), nedaleko slovensko-polské státní hranice, v nadmořské výšce cca 1 080 m.

## Popis toku
Od pramene teče nejprve na sever, na území Skorušinských vrchů přibírá jen kratší přítoky z obou stran. Po vstupu do Oravské kotliny se u obce Hladovka (okres Tvrdošín) (715 m n. m.) stáčí na severozápad a začíná silně meandrovat. Za Hladovkou přibírá první větší přítok, pravostranný Tvorkův potok, teče územím rašelinišť, dále přibírá zprava Červený potok (679,3 m n. m.), podtéká most zrušené železniční tratě a následně teče jako hraniční tok. Odděluje v podstatě slovenskou část Oravy od polské části regionu. Na tomto úseku přibírá jen kratší přítoky převážně ze slovenské strany a dále podtéká silniční most v blízkosti hraničního přechodu Trstená – Chyžné. Zleva pak přibírá Zimník, řeka teče už převážně západním směrem a na hraničním kameni III/29a pokračuje hranice na sever, zatímco koryto potoka pokračuje na západ. Do vodní nádrže Orava se vlévá na katastrálním území Trstené v nadmořské výšce 601 m.